# モルビアン湾の海戦

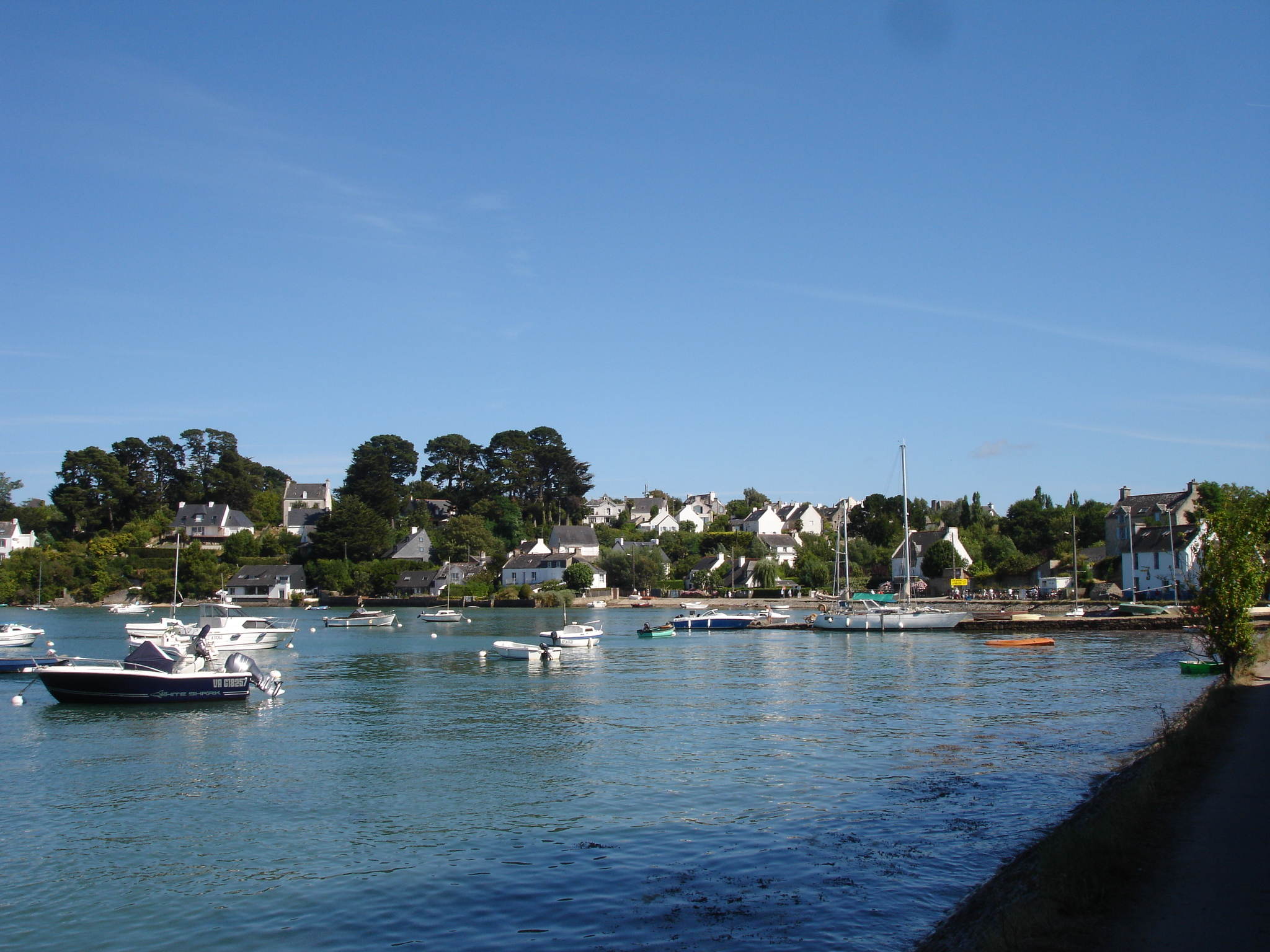
現在のモルビアン湾

モルビアン湾の海戦（モルビアンわんのかいせん、フランス語: Bataille du Morbihan）とは、ガリア戦争中の紀元前56年にウェネティ族を中心としたガリア人勢力とガリア総督ガイウス・ユリウス・カエサル率いる共和政ローマ軍の間で行われた海戦である。モルビアン湾またはキブロン湾が戦闘区域となったことから、キブロン湾の海戦、モルビアンの戦いとも称される。

## 開戦まで
紀元前57年のサビス川の戦いでベルガエ人を屈服させると共に、プブリウス・リキニウス・クラッススの活躍でウェネティ族らアルモリカ諸部族もローマの支配に属することを約束させ、ローマは各部族より人質を取った。
紀元前56年に入り、ウェネティ族の領土へ派遣されたローマ軍の使節2名が拘束されたとの情報がプブリウスを通じて、当時ルッカに滞在していたカエサルに届いた。カエサルはウェネティ族を討伐する方針を固め、プブリウスにリゲル川（現：ロワール川）で軍船を建造するように命じ、プブリウスはカエサルが到着するまでに軍船を完成させた。カエサルはプブリウスをアクィタニア人の領土、ティトゥス・ラビエヌスをトレウェリ族の領土、クィントゥス・ティトゥリウス・サビヌスをウネッリ族らの領土へ、ウェネティ族と連携しないようそれぞれ派遣した。
プブリウスが建造した軍船の指揮はデキムス・ユニウス・ブルトゥス・アルビヌスに任せて、カエサル自身はローマ軍団を率いて、ウェネティ族を陸地より攻撃すべく進軍した。
ウェネティ族はオシスミ、レクソウィイ等の周辺部族を従えると共に、ブリタンニアからも援軍を得て、総軍船数220隻を以て、ローマ軍を迎え撃つべく準備を整えた。

## 開戦
戦闘はカエサル率いるローマ陸軍によるウェネティ族の要塞への攻撃により始まったが、ウェネティ族の要塞は無数にある上、海軍力でウェネティ族が上回り、要塞を占拠しても維持することが困難であった為、当初の戦局はガリア人優位で進んだ。
モルビアン湾及びキブロン湾一帯の海域は浅瀬や干潟が多かったが、ウェネティ族が保有する軍船は浅瀬や干潮時でも対応できるように船底が低く、大波や強風にも対応できるように船首や船尾を普通の軍船より高くすると共に亜麻に比べて頑丈な獣皮製の帆を張ったものであった。風力を動力源とするウェネティ族軍船に比べて船速は勝ったものの、周辺海域への順応度の点でローマ軍は大きく見劣りした。
両海軍は午前10時頃に衝突したが、司令官デキムスは先端部位に鉄製の鈎を取り付けた長い竿を用意して、それらをウェネティ族軍船の綱に引っ掛けてマストや帆を引き倒す策に出た。ちょうど凪であったことに加えて、人力で漕ぐことの出来ないウェネティ族軍船が立ち往生となったところをローマ軍兵が乗り込み、白兵戦でウェネティ族の兵士を圧倒して、次々にウェネティ族軍船を占領した。日没まで行われた海戦でウェネティ族海軍は僅かの軍船のみを残して壊滅状態となった。

## 戦後
ウェネティ族はカエサルに降伏を申し込んだものの、カエサルは見せしめと称してウェネティ族の長老会に属する元老全員を死刑とし、反乱に荷担した者を奴隷として売り捌いた。ウェネティ族の拠点の一つはカエサルによってダリオリトゥム（現：ヴァンヌ）と命名された。
モルビアン湾の戦いでの勝利によって、ローマはアレモニカ地区の支配権を確固たるものとした。また、この海戦にウェネティ族へブリタンニア勢力が加勢したが、ローマによるブリタンニア侵攻を呼び寄せると共に、ブリタンニアとローマとの130年近くに及ぶ征服戦争の嚆矢となる戦いとなった。
なお、海戦が行われた場所については、ポール・ナヴァロ近郊、オーレ川河口近郊、キブロン半島の近く等々、諸説があり、特定するには至っていないが、モルビアン県に属する地区・海域であったことは確実である。